# Simon Armitage
Simon Armitage (ur. 26 maja 1963 w Huddersfield) – brytyjski poeta, powieściopisarz i dramaturg.

## Życiorys
Po latach pracy dla filmu, telewizji i radia oraz wydaniu ok. 10 zbiorów poezji napisał serię esejów All Points North (1999), dotyczących północy Anglii. W 2001 roku wydał powieść Little Green Man, a w 2004 roku – powieść White Stuff.
Wiersze Armitage’a na język polski przekładali Jerzy Jarniewicz i Jacek Gutorow; ten ostatni jest autorem jedynego polskiego wyboru zatytułowanego Nocna zmiana i inne wiersze (Biuro Literackie, Wrocław 2003).
Wiele z poezji napisanych przez Armitage pojawia się w egzaminach GCSE z angielskiej literatury w Wielkiej Brytanii. Do szczególnie często pojawiających się należy zaliczyć (w zależności od wersji egzaminu – podstawowy, lub rozszerzony): Homecoming, November, Kid, Hitcher i wybrane poezje z Book of Matches, szczególnie Mother any distance...
W 2010 roku został odznaczony Orderem Imperium Brytyjskiego III klasy. Mieszka i pracuje w Leeds.

## Wybrana twórczość

### Poezje
- Zoom! (1988)
- Xanadu (1992)
- Kid (1992)
- Book of Matches (1993)
- The Dead Sea Poems (1995)
- Moon Country (1996), poetycki zapis z podróży do Islandii (wspólnie z Glynem Maxwellem)
- CloudCuckooLand (1997)
- Killing Time (1999)
- Travelling Songs (2002)
- The Universal Home Doctor (2002)
- Tyrannosaurus Rex Versus The Corduroy Kid (2006)
- The Not Dead (2008)
- Out Of The Blue (2008)

### Powieści
- Little Green Man (2001)
- White Stuff (2004)